# Morti nel 1293
| Questa pagina contiene informazioni ricavate automaticamente dalle voci biografiche con l'ausilio del template Bio e di un bot. L'aggiornamento è periodico e automatico e ricostruisce completamente la pagina. Se manca una persona in questa lista, sei pregato di non aggiungerla, ma accertati piuttosto che la sua voce biografica contenga il template Bio e che i dati anagrafici siano correttamente compilati. Se il template Bio manca, inseriscilo tu stesso o, in alternativa, metti l'avviso {{tmp\|Bio}} che ne segnala la mancanza. Se i dati riportati sono sbagliati, correggi direttamente la voce biografica; le modifiche saranno visibili in questa lista entro pochi giorni. Per chiarimenti vedi il progetto biografie. La lista contiene solo le 24 persone che sono citate nell'enciclopedia e per le quali è stato implementato correttamente il template Bio. Pagina aggiornata al 10 feb 2025. |

- 12 gennaio - Pere d'Urtx, nobile e vescovo cattolico spagnolo
- 15 febbraio - Giovanni degli Avvocati, vescovo cattolico italiano
- 1º aprile - Carino Pietro da Balsamo, religioso italiano
- 21 aprile - Giovanni VII di Alessandria, vescovo cristiano orientale egiziano
- 12 maggio - Enrico IV di Kuenring-Weitra, nobile austriaco
- 2 agosto - Jean Cholet, cardinale francese
- 15 agosto - Capocchio, alchimista italiano
- 18 settembre - Oberto III, vescovo cattolico italiano
- 7 ottobre - Pinamonte dei Bonacolsi, politico italiano (n. 1206)
- 14 dicembre - Al-Ashraf Khalil, sultano turco (n. 1262)
- Loderingo degli Andalò, religioso italiano
- Davide VI di Georgia, re (n. 1225)
- Enrico di Gand, filosofo fiammingo
- Hovhannes Erznkatsi, filosofo e traduttore armeno (n. 1230)
- Obizzo II d'Este, nobile italiano
- Francesco d'Accorso, giurista e letterato italiano (n. 1225)
- Guido Novello Guidi, condottiero e politico italiano (n. 1227)
- Balthasar Holte
- Isabella de Fortibus, nobildonna inglese
- Narjot de Toucy, ammiraglio francese
- Niccolò dell'Isola, militare italiano
- Orrico Scaccabarozzi, presbitero e poeta italiano
- Jean de Villiers, francese
- Adenolfo d'Aquino, nobile e politico italiano